# Marc'Antonio Marcolini
Pour les articles homonymes, voir Marcolini.
Marc'Antonio Marcolini, dont le nom est parfois orthographié Marcantonio Marcolini (né le 22 novembre 1721 à Fano, dans l'actuelle province de Pesaro et Urbino, dans les Marches, alors dans les États pontificaux et mort le 18 juin 1782 dans la même ville) est un cardinal italien du XVIIIe siècle.

## Biographie
Marc'Antonio Marcolini exerce diverses fonctions dans le sein de la Curie romaine. Il est nommé archevêque titulaire de Thessalonique (de) en 1769 et est consacré le 29 juin de la même année par Henri Benoît Stuart avec comme co-consécrateurs Étienne-Évode Assemani et Francesco Maria Piccolomini. Il est envoyé comme nonce apostolique dans le Grand-duché de Toscane (en). Il est nommé auditeur général de la Chambre apostolique en 1773 et pro-président et patrice d'Urbino en 1775. 
Le pape Pie VI le crée cardinal-prêtre lors du consistoire du 23 juin 1777.